# ليكسينغتون (ماساتشوستس)
ليكسينغتون (بالإنجليزية: Lexington, Massachusetts)‏ هي مدينة تقع في الولايات المتحدة في مقاطعة ميدلسيكس (ماساشوستس). يقدر عدد سكانها بـ 31,394 نسمة ومساحتها 42.8 كم2 وترتفع عن سطح البحر 64 متر.

## المدن التوأمة
مدن غاتتشينا، حيفا، Antony، دولوريس إيدالغو و دنيبروبتروفسك هي مدن توأمة لـليكسينغتون (ماساتشوستس).

## أعلام
- ليف غروسمان
- إدي بريت
- ثيودور باركر
- ديفيد شانون مورس
- باول كورمير
- كونراد بلوخ
- سلفادور لوريا
- جون رولز